# ルノー・ド・クルトネー
ルノー・ド・クルトネー（フランス語：Renaud de Courtenay, ? - 1190年）あるいはレジナルド1世・ド・コートネイ（英語：Reginald I de Courtenay）は、イングランドに居を構えたフランス出身の貴族で、1335年にデヴォン伯となったコートネイ家の始祖である。バークシャーのサットン領主となった。

## 出身
ルノーは、フランス王国のクルトネー（現在のフランス中北部ロワレ県）の領主（荘園領主）マイル（ミロ）・ド・クルトネーと妻のエルマンガルド・ド・ヌヴェールとの間に生まれた息子である。
ルノーは父の後を継いでクルトネー領主となった。ルノーはフランス王ルイ7世とともに第2回十字軍に参加した。しかしルイ7世と反目したため、ルイ7世はルノーのフランスにおける領地を没収し、ルノーの娘エリザベートを末弟のピエール（1183年没）と結婚させてその領地をピエールに与えた。ルノーは1161年にサットン領主となった。

## 結婚と子女
ルノーはフェリー・デュ・ドンジョンの娘エレーヌ（アヴォワーズ）と結婚した。この結婚で以下の子女が生まれた。
- ルノー2世（1125年 - 1194年9月27日） - 1172年にイングランド王ヘンリー2世のアイルランド遠征に従いウェックスフォードに向かった。デヴォンのオークハンプトンの女子相続人で、父ルノーの2番目の妃モード・デュ・サプの異父姉アヴォワーズ・ド・キュルシー（1219年没）と結婚した[2]。この結婚によりオークハンプトン城を手に入れ、その後何世代にもわたり子孫が保持した。息子ロバート（1242年没）は、初代デヴォン伯ヒュー・ド・コートネイ（1340年没）の曽祖父にあたる。
- エリザベート（1127年 - 1205年9月） - フランス王ルイ7世の末弟ピエール1世・ド・クルトネー（1183年没）と結婚[3]

2度目にオークハンプトン領主ロバート・フィッツエディス（1172年没、イングランド王ヘンリー1世の庶子）の娘モード・デュ・サプと結婚した。